# Nick Forsberg
Nick Forsberg (* 23. September 1985 in Berlin) ist ein deutscher Synchronsprecher, Musiker, Texter und DJ.

## Leben
Seine Eltern sind der Bassist Peer Forsberg und Denise Gorzelanny. Aufgewachsen in West-Berlin unter den Kindern amerikanischer Soldaten, entwickelte er bereits früh einen engen Bezug zu Hip-Hop und Rap und der amerikanischen Sport- und Musikkultur seiner Nachbarschaft.
Bei einem Casting wurde er im Alter von elf Jahren für die Stimme der Hauptfigur Presley Carnovan der Zeichentrickserie Mummies Alive – Die Hüter des Pharaos ausgewählt, die 1998 auf Super RTL ausgestrahlt wurde.
Zusammen mit Heiko Schaffartzik spielte er Basketball für die Jugendmannschaft des TuS Lichterfelde sowie für die Jugendauswahl des Jahrgangs 1984/85 des Berliner Basketball-Verbandes. Nach einer Saison an der Spencer Van Etten High School in New York zog er sich 2003 vom Basketball zurück.
Er begann mit unterschiedlichen Künstlern in Berlin zu kooperieren und unter dem Pseudonym DAMN Musik zu produzieren, unter anderem mit dem Rapper Taichi, der auf seinem ersten Album Hier & Jetzt auf dem Track N.K.S.B. beteiligt war. Forsberg ist der Bruder von der Synchronsprecherin Millie Forsberg.
Seit 2010 spielt er Basketball für den TuS Neukölln 1865.

## Synchronsprecher
Nick Forsberg lieh als Synchronsprecher Justin Berfield als Reese in Malcolm mittendrin seine Stimme. Bekannt ist er auch als Sprecher von Nano in Élite, von Alfie in Emily in Paris sowie als Serienstimme von Ismael Cruz Córdova.

### Sprecherrollen (Auswahl)
Ogie Banks
- 2011: Monster High – Monsterkrass verliebt! als Clawd Wolf
- 2012: Monster High – Flucht von der Schädelküste als Clawd Wolf
- 2013: Monster High – 13 Wünsche als Clawd Wolf
- 2014: Monster High – Licht aus, Grusel an! als Clawd Wolf
- 2015: Monster High – Das große Schreckensriff als Clawd Wolf

Noel Clarke
- 2006: Streets of London – Kidulthood als Sam
- 2008: Streets of London – Tag der Vergeltung als Sam

Mark Hapka
- 2007: Ghost Whisperer – Stimmen aus dem Jenseits als Zach
- 2014: Blindes Vertrauen als Travis Freeman

#### Filme
- 1998: Jack Frost – Joseph Cross als Charlie Frost
- 2001: Billy Elliot – I Will Dance – Stuart Wells als Michael
- 2005: Mrs. Harris – Mord in besten Kreisen – John Patrick Amedori als David Harris (jung)
- 2010: Das Verschwinden der Haruhi Suzumiya – Eiji Yanagisawa als Herr Okabe
- 2011: Scream 4 – Nico Tortorella als Trevor Sheldon
- 2011: Die Kunst zu gewinnen – Moneyball – Casey Bond als Chad Bradford
- 2012: Die wilde Zeit – Felix Armand als Alain
- 2012: Die Tribute von Panem – The Hunger Games – Dayo Okeniyi als Thresh
- 2012: Project X – Miles Teller als Miles
- 2013: Battle of the Year – Ivan „Flipz“ Velez als Flipz
- 2014: Iceman 3D – Kang Yu als Niehu
- 2014: Tokarev – Die Vergangenheit stirbt niemals – Max Fowler als Mike
- 2015: Dope – Quincy Brown als Jaleel Jacoby
- 2015: The Big Short – Jeremy Strong als Vinny Daniel
- 2015: DUFF – Hast du keine, bist du eine – Nick Eversman als Toby Tucker
- 2015: Straight Outta Compton – R. Marcos Taylor als Suge Knight
- 2016: XOXO – Graham Phillips als Ethan
- 2017: No Way Out – Gegen die Flammen – Jake Picking als Anthony Rose
- 2019: Escape Room – Jay Ellis als Jason
- 2020: Underwater – Es ist erwacht – Mamoudou Athie als Rodrigo
- 2021: Space Jam: A New Legacy – Anthony Davis als The Brow
- 2022: Whitney Houston: I Wanna Dance with Somebody als Radiomoderator
- 2024: Bob Marley: One Love – Sheldon Shepherd als Neville Garrick
- 2024: First Class – Archie Renaux als William
- 2024: Planet der Affen: New Kingdom – Ras-Samuel Weld A'abzgi als Lightning
- 2024: Rebel Ridge – Aaron Pierre als Terry Richmond
- 2024: Gladiator II – Dean Fagan als Dorso

#### Serien
- 2001–2006: Malcolm mittendrin – Justin Berfield als Reese
- 2005–2012: Desperate Housewives – Shawn Pyfrom als Andrew Van de Kamp
- 2006: Revelations – Die Offenbarung – Mark Rendall als Henry „Hawk“ Webber
- 2009: Skins – Hautnah – Mike Bailey als Sid Jenkins
- 2009–2012: The Secret Life of the American Teenager – Jared Kusnitz als Toby
- 2009–2015: Glee – Dean Geyer als Brody Weston
- 2010: The Pacific – Dwight Braswell als PFC „Steve“ Evanson
- 2011: Gossip Girl – Brian J. Smith als Max Harding
- 2013–2014: Yu-Gi-Oh! Zexal – Makoto Shimada als Bronk Stone
- 2013–2016: Willkommen in Gravity Falls – Michael Rianda als Thompson
- 2014: Pretty Little Liars – Sterling Sulieman als Nathan St. Germain (Lyndon James)
- 2014: Oz – Hölle hinter Gittern – Seth Gilliam als Officer Clayton Hughes
- 2015: Gracepoint – Kendrick Sampson als Dean Iverson
- 2015–2017: Crazy Ex-Girlfriend – David Hull als White Josh
- 2015–2019: Marvel’s Jessica Jones – Eka Darville als Malcolm Ducasse
- 2015–2017: Teen Wolf – Cody Christian als Theo Raeken
- 2016–2019: Shadowhunters – Matthew Daddario als Alec Lightwood
- 2016: Atlanta – Griffin Freeman als Dave
- 2016: Free! – Kenjirou Tsuda als Seijuurou Mikoshiba
- 2016–2017: The Walking Dead – Logan Miller als Benjamin
- 2016–2018: Hap and Leonard – Michael K. Williams als Leonard
- seit 2018: Élite – Jaime Lorente als Fernando „Nano“ García Domínguez
- seit 2019: Dr. Stone – Makoto Furukawa als Taiju Ōki
- 2020: Gentefied – Carlos Santos als Chris Morales
- seit 2020: Emily in Paris – Lucien Laviscount als Alfie
- 2020: Das Damengambit – Thomas Brodie-Sangster als Benny Watts
- 2020: The Undoing – Ismael Cruz Córdova als Fernando Alves
- 2020–2022: Close Enough – Jason Mantzoukas als Alex Dorpenberger
- seit 2021: Harlem – Tyler Lepley als Ian
- 2021: Jojo’s Bizarre Adventure – Stone Ocean als Weather Report
- 2022: Archive 81 – Mamoudou Athie als Dan Turner
- 2022: Das Buch von Boba Fett – Jordan Bolger als Skad
- 2022: Guillermo del Toro’s Cabinet of Curiosities – Ismael Cruz Córdova als Frank Elwood
- 2024: Lady in the Lake – Josiah Cross als Reggie Robinson

#### Videospiele
- 2018: Kingdom Come: Deliverance als Erik
- 2021: Life Is Strange: True Colors als Gabe Chen
- 2024: Rise of the Ronin (Team Ninja) als Main Protagonist

## Musiker & DJ
Als Musiker und Livekünstler trat Forsberg besonders zwischen 2003 und 2007 deutschlandweit als Rapper auf und stand dabei unter anderem gemeinsam mit Felix M. Lehrmann und im Vorprogramm von Kool Savas und Too Strong auf der Bühne. Unter dem Pseudonym DAMN veröffentlichte er in diesem Zeitraum zwei Solo-Alben, Hier & Jetzt (2004) und Damnolition Man (2006), die vom Independent-Label Evilmama und in Kooperation mit Rough Trade in Deutschland, der Schweiz und Österreich vertrieben wurden.
2005 wurde er auf der Rap City Berlin DVD 1 als Künstler vorgestellt und 2006 belegte er den zweiten Platz beim Battle EOW – End of the Weak in Berlin. Parallel dazu engagierte er sich als Künstler im jährlich stattfindenden Musikerworkshop der Jugendeinrichtung HDJ Zehlendorf und unterstützte dort zusätzlich das Jugendtheaterprojekt durch sein Schreiben von Texten und das Produzieren von Liedern für eine Neuinszenierung von Don Quijote.
Nach einer musikalischen Schaffenspause, die er 2007 arbeitend in Südafrika verbrachte, trennte er sich nach seiner Rückkehr nach Berlin von Evilmama und legte verstärkt Wert auf den Produktionsaspekt seiner Musik. Als Resultat veröffentlichte er im selben Jahr das Instrumentalalbum Lovestrumentals. Nach einer anschließend längeren Phase des Experimentierens in freien Bandprojekten und in anderen Musikgenres, erschien 2011 sein Mixtape Nachts Wach, das den Fokus wieder zurück auf Rap und auf den stimmlichen und lyrischen Aspekt richtete.
2012 erschien das Album Vodka Hour, das sich musikalisch von allen vorigen Produktionen hörbar abgrenzt und sich dem Genre House zuordnen lässt. Seit 2012 veröffentlicht Nick Forsberg seine mittlerweile genreübergreifend in den Bereichen Rap, Hip-Hop, Beats, Electronic und Deep House angesiedelte Musik auch unter bürgerlichem Namen und legt unter ebendiesem seit 2013 regelmäßig in Berliner Clubs als DJ auf.

## Diskografie

### DAMN
- Raps, Becks, Tracks, EP (2004)
- Hier & Jetzt, LP (2004)
- Evilmama Rise, Sampler (2005)
- Evilmama Rise, Mixtape (2005)
- Bendamna Instrumentals, LP (2006)
- DAMNolition Man, LP (2006)
- Lovestrumentals, EP (2007)
- Nachts Wach, Mixtape (2011)

### Nick Forsberg
- Vodka Hour (2012)
- 7, LP (2020)[2]